# Miroslav Pěnkava
Miroslav Pěnkava (18. srpna 1949 – 6. dubna 1975, Písek) byl český silniční motocyklový závodník.

## Závodní kariéra
V místrovství Československa startoval v letech 1972-1974 ve třídě do 125 cm³. Nejlépe se umístil v roce 1973, kdy skončil celkově na 3. místě. Havaroval při zkušebních jízdách v rámci reprezentačního soustředění a utrpěným zraněním při převozu do nemocnice podlehl.

## Úspěchy
- Mistrovství Československa silničních motocyklů
  - 1972 do 125 cm³ – 9. místo
  - 1973 do 125 cm³ – 3. místo
  - 1974 do 125 cm³ – 7. místo